# Prosopocoilus laterotarsus
Prosopocoilus laterotarsus es una especie de coleóptero de la familia Lucanidae. Presenta las subespecies Prosopocoilus laterotarsus laterotarsus y Prosopocoilus laterotarsus maedaorum.

## Distribución geográfica
Habita en Assam y Tailandia.